# دوري أبطال أوقيانوسيا 2007
دوري أبطال أوقيانوسيا 2007 هو موسم من دوري أبطال أوقيانوسيا. شارك فيه  6 فريقاً، وفاز فيه وايتاكيري يونايتد.